# Алейська сільська рада
Але́йська сільська рада (рос. Алейский сельский совет) — сільське поселення у складі Алейського району Алтайського краю Росії.
Адміністративний центр — селище Алейський.

## Населення
Населення — 1028 осіб (2019; 1509 в 2010, 1677 у 2002).

## Склад
До складу сільської ради входять:
| Населений пункт       | Населення, осіб (2002) | Населення, осіб (2010) |
| --------------------- | ---------------------- | ---------------------- |
| Алейський, селище     | 795                    | 785                    |
| Малахово, село        | 301                    | 276                    |
| Мамонтовський, селище | 97                     | 51                     |
| Октябрський, селище   | 201                    | 183                    |
| Первомайський, селище | 283                    | 214                    |